# Tour Down Under 2025
La 25.ª edición del Tour Down Under (llamado oficialmente: Santos Tour Down Under) fue una carrera de ciclismo en ruta por etapas que se celebró entre el 21 y el 26 de enero de 2025 en Australia con inicio en la ciudad de Prospect y final en la de Adelaida con un recorrido total de 819,9 km.
La carrera formó parte del UCI WorldTour 2025, calendario ciclístico de máximo nivel mundial, siendo la primera carrera de dicho circuito. El vencedor final fue el ecuatoriano Jhonatan Narváez del UAE Emirates XRG y estuvo acompañado en el podio por el español Javier Romo del Movistar y el neozelandés Finn Fisher-Black del Red Bull-BORA-hansgrohe, segundo y tercer clasificado respectivamente.

## Equipos participantes
Tomaron parte en la carrera 20 equipos: los 18 de categoría UCI WorldTeam, uno de categoría UCI ProTeam y la selección nacional de Australia. Formaron así un pelotón de 140 ciclistas de los que acabaron 134. Los equipos que participaron fueron los siguientes:
| WorldTeams (18)- Alpecin-Deceuninck - Arkéa-B&B Hotels - Bahrain-Victorious - Cofidis - Decathlon AG2R La Mondiale Team - EF Education-EasyPost - Groupama-FDJ - Ineos Grenadiers - Intermarché-Wanty - Lidl-Trek - Movistar Team - Red Bull-BORA-hansgrohe - Soudal Quick-Step - Team Jayco AlUla - Team Picnic-PostNL - Team Visma \| Lease a Bike - UAE Team Emirates XRG - XDS Astana Team ProTeam- Israel-Premier Tech translation for headoftableIII_translate index 39 not found- UniSA-Australia |
| |

## Recorrido
El Tour Down Under dispuso de seis etapas para un recorrido total de 819,9 kilómetros, donde se contempló en las cinco primeras etapas algunas dificultades en varios puntos de la carrera.
| Etapa     | Fecha     | Recorrido                    | type                   | Distancia (km) | Desnivel (m) | Ganador          | Líder            |
| --------- | --------- | ---------------------------- | ---------------------- | -------------- | ------------ | ---------------- | ---------------- |
| 1.ª etapa | 21 de ene | Prospect – Gumeracha         | etapa llana            | 150,7          | 1595 m       | Samuel Welsford  | Samuel Welsford  |
| 2.ª etapa | 22 de ene | Tanunda – Tanunda            | etapa escarpada        | 128,8          | 1253 m       | Samuel Welsford  | Samuel Welsford  |
| 3.ª etapa | 23 de ene | Norwood – Uraidla            | etapa escarpada        | 147,5          | 2648 m       | Javier Romo      | Javier Romo      |
| 4.ª etapa | 24 de ene | Glenelg – Victor Harbor      | etapa llana            | 157,2          | 2027 m       | Bryan Coquard    | Javier Romo      |
| 5.ª etapa | 25 de ene | McLaren Vale – Willunga Hill | etapa de media montaña | 145,7          | 1764 m       | Jhonatan Narváez | Jhonatan Narváez |
| 6.ª etapa | 26 de ene | Adelaida – Adelaida          | etapa llana            | 90             | 627 m        | Samuel Welsford  | Jhonatan Narváez |

## Desarrollo de la carrera

### 1.ª etapa
| Prospect - Gumeracha | etapa llana | (150,7 km) |

| \| Clasificación de la etapa \| Clasificación de la etapa \| Clasificación de la etapa \| Clasificación de la etapa \| Clasificación de la etapa \| \| Ciclista \| Ciclista \| Equipo \| Tiempo \| \| \| ------------------------- \| ------------------------- \| -------------------------- \| ------------------------- \| ------------------------- \| \| 1.º \| Samuel Welsford \| Red Bull-Bora-Hansgrohe \| 3 h 26 min 38 s \| \| \| 2.º \| Matthew Brennan \| Team Visma \\| Lease a Bike \| + 0 s \| \| \| 3.º \| Matthew Walls \| Groupama-FDJ \| + 0 s \| \| \| 4.º \| Tim Torn Teutenberg \| Lidl-Trek \| + 0 s \| \| \| 5.º \| Benjamin Swift \| Ineos Grenadiers \| + 0 s \| \| \| 6.º \| Simon Dehairs \| Alpecin-Deceuninck \| + 0 s \| \| \| 7.º \| Corbin Strong \| Israel-Premier Tech \| + 0 s \| \| \| 8.º \| Rui Oliveira \| UAE Team Emirates XRG \| + 0 s \| \| \| 9.º \| Phil Bauhaus \| Bahrain Victorious \| + 0 s \| \| \| 10.º \| Jacopo Mosca \| Lidl-Trek \| + 0 s \| \| |                     |                            |                 |
| |                     |                            |                 |
| |                     |                            |                 |
| Clasificación de la etapa |                     |                            |                 |
| Ciclista | Ciclista            | Equipo                     | Tiempo          |
| 1.º | Samuel Welsford     | Red Bull-Bora-Hansgrohe    | 3 h 26 min 38 s |
| 2.º | Matthew Brennan     | Team Visma \| Lease a Bike | + 0 s           |
| 3.º | Matthew Walls       | Groupama-FDJ               | + 0 s           |
| 4.º | Tim Torn Teutenberg | Lidl-Trek                  | + 0 s           |
| 5.º | Benjamin Swift      | Ineos Grenadiers           | + 0 s           |
| 6.º | Simon Dehairs       | Alpecin-Deceuninck         | + 0 s           |
| 7.º | Corbin Strong       | Israel-Premier Tech        | + 0 s           |
| 8.º | Rui Oliveira        | UAE Team Emirates XRG      | + 0 s           |
| 9.º | Phil Bauhaus        | Bahrain Victorious         | + 0 s           |
| 10.º | Jacopo Mosca        | Lidl-Trek                  | + 0 s           |

| \| Clasificación general \| Clasificación general \| Clasificación general \| Clasificación general \| Clasificación general \| \| Ciclista \| Ciclista \| Equipo \| Tiempo \| \| \| --------------------- \| --------------------- \| -------------------------- \| --------------------- \| --------------------- \| \| 1.º \| Samuel Welsford \| Red Bull-Bora-Hansgrohe \| 3 h 26 min 28 s \| \| \| 2.º \| Matthew Brennan \| Team Visma \\| Lease a Bike \| + 4 s \| \| \| 3.º \| Zac Marriage \| UniSA-Australia \| + 5 s \| \| \| 4.º \| Matthew Walls \| Groupama-FDJ \| + 6 s \| \| \| 5.º \| Bastien Tronchon \| Decathlon-AG2R La Mondiale \| + 7 s \| \| \| 6.º \| Fergus Browning \| UniSA-Australia \| + 7 s \| \| \| 7.º \| Jhonatan Narváez \| UAE Team Emirates XRG \| + 9 s \| \| \| 8.º \| Tim Torn Teutenberg \| Lidl-Trek \| + 10 s \| \| \| 9.º \| Benjamin Swift \| Ineos Grenadiers \| + 10 s \| \| \| 10.º \| Simon Dehairs \| Alpecin-Deceuninck \| + 10 s \| \| |                     |                            |                 |
| |                     |                            |                 |
| |                     |                            |                 |
| Clasificación general |                     |                            |                 |
| Ciclista | Ciclista            | Equipo                     | Tiempo          |
| 1.º | Samuel Welsford     | Red Bull-Bora-Hansgrohe    | 3 h 26 min 28 s |
| 2.º | Matthew Brennan     | Team Visma \| Lease a Bike | + 4 s           |
| 3.º | Zac Marriage        | UniSA-Australia            | + 5 s           |
| 4.º | Matthew Walls       | Groupama-FDJ               | + 6 s           |
| 5.º | Bastien Tronchon    | Decathlon-AG2R La Mondiale | + 7 s           |
| 6.º | Fergus Browning     | UniSA-Australia            | + 7 s           |
| 7.º | Jhonatan Narváez    | UAE Team Emirates XRG      | + 9 s           |
| 8.º | Tim Torn Teutenberg | Lidl-Trek                  | + 10 s          |
| 9.º | Benjamin Swift      | Ineos Grenadiers           | + 10 s          |
| 10.º | Simon Dehairs       | Alpecin-Deceuninck         | + 10 s          |

### 2.ª etapa
| Tanunda - Tanunda | etapa escarpada | (128,8 km) |

| \| Clasificación de la etapa \| Clasificación de la etapa \| Clasificación de la etapa \| Clasificación de la etapa \| Clasificación de la etapa \| \| Ciclista \| Ciclista \| Equipo \| Tiempo \| \| \| ------------------------- \| ------------------------- \| ------------------------- \| ------------------------- \| ------------------------- \| \| 1.º \| Samuel Welsford \| Red Bull-Bora-Hansgrohe \| 3 h 01 min 22 s \| \| \| 2.º \| Arne Marit \| Intermarché-Wanty \| + 0 s \| \| \| 3.º \| Bryan Coquard \| Cofidis \| + 0 s \| \| \| 4.º \| Tim Torn Teutenberg \| Lidl-Trek \| + 0 s \| \| \| 5.º \| Tobias Lund Andresen \| Team Picnic-PostNL \| + 0 s \| \| \| 6.º \| Henri Uhlig \| Alpecin-Deceuninck \| + 0 s \| \| \| 7.º \| Samuel Watson \| Ineos Grenadiers \| + 0 s \| \| \| 8.º \| Corbin Strong \| Israel-Premier Tech \| + 0 s \| \| \| 9.º \| Alexis Renard \| Cofidis \| + 0 s \| \| \| 10.º \| Matthew Walls \| Groupama-FDJ \| + 0 s \| \| |                      |                         |                 |
| |                      |                         |                 |
| |                      |                         |                 |
| Clasificación de la etapa |                      |                         |                 |
| Ciclista | Ciclista             | Equipo                  | Tiempo          |
| 1.º | Samuel Welsford      | Red Bull-Bora-Hansgrohe | 3 h 01 min 22 s |
| 2.º | Arne Marit           | Intermarché-Wanty       | + 0 s           |
| 3.º | Bryan Coquard        | Cofidis                 | + 0 s           |
| 4.º | Tim Torn Teutenberg  | Lidl-Trek               | + 0 s           |
| 5.º | Tobias Lund Andresen | Team Picnic-PostNL      | + 0 s           |
| 6.º | Henri Uhlig          | Alpecin-Deceuninck      | + 0 s           |
| 7.º | Samuel Watson        | Ineos Grenadiers        | + 0 s           |
| 8.º | Corbin Strong        | Israel-Premier Tech     | + 0 s           |
| 9.º | Alexis Renard        | Cofidis                 | + 0 s           |
| 10.º | Matthew Walls        | Groupama-FDJ            | + 0 s           |

| \| Clasificación general \| Clasificación general \| Clasificación general \| Clasificación general \| Clasificación general \| \| Ciclista \| Ciclista \| Equipo \| Tiempo \| \| \| --------------------- \| --------------------- \| -------------------------- \| --------------------- \| --------------------- \| \| 1.º \| Samuel Welsford \| Red Bull-Bora-Hansgrohe \| 6 h 27 min 40 s \| \| \| 2.º \| Arne Marit \| Intermarché-Wanty \| + 14 s \| \| \| 3.º \| Matthew Brennan \| Team Visma \\| Lease a Bike \| + 14 s \| \| \| 4.º \| Patrick Konrad \| Lidl-Trek \| + 15 s \| \| \| 5.º \| Georg Zimmermann \| Intermarché-Wanty \| + 15 s \| \| \| 6.º \| Zac Marriage \| UniSA-Australia \| + 15 s \| \| \| 7.º \| Fergus Browning \| UniSA-Australia \| + 15 s \| \| \| 8.º \| Matthew Walls \| Groupama-FDJ \| + 16 s \| \| \| 9.º \| Bryan Coquard \| Cofidis \| + 16 s \| \| \| 10.º \| Bastien Tronchon \| Decathlon-AG2R La Mondiale \| + 16 s \| \| |                  |                            |                 |
| |                  |                            |                 |
| |                  |                            |                 |
| Clasificación general |                  |                            |                 |
| Ciclista | Ciclista         | Equipo                     | Tiempo          |
| 1.º | Samuel Welsford  | Red Bull-Bora-Hansgrohe    | 6 h 27 min 40 s |
| 2.º | Arne Marit       | Intermarché-Wanty          | + 14 s          |
| 3.º | Matthew Brennan  | Team Visma \| Lease a Bike | + 14 s          |
| 4.º | Patrick Konrad   | Lidl-Trek                  | + 15 s          |
| 5.º | Georg Zimmermann | Intermarché-Wanty          | + 15 s          |
| 6.º | Zac Marriage     | UniSA-Australia            | + 15 s          |
| 7.º | Fergus Browning  | UniSA-Australia            | + 15 s          |
| 8.º | Matthew Walls    | Groupama-FDJ               | + 16 s          |
| 9.º | Bryan Coquard    | Cofidis                    | + 16 s          |
| 10.º | Bastien Tronchon | Decathlon-AG2R La Mondiale | + 16 s          |

### 3.ª etapa
| Norwood - Uraidla | etapa escarpada | (147,5 km) |

| \| Clasificación de la etapa \| Clasificación de la etapa \| Clasificación de la etapa \| Clasificación de la etapa \| Clasificación de la etapa \| \| Ciclista \| Ciclista \| Equipo \| Tiempo \| \| \| ------------------------- \| ------------------------- \| -------------------------- \| ------------------------- \| ------------------------- \| \| 1.º \| Javier Romo \| Movistar Team \| 3 h 46 min 01 s \| \| \| 2.º \| Jhonatan Narváez \| UAE Team Emirates XRG \| + 5 s \| \| \| 3.º \| Finn Fisher-Black \| Red Bull-Bora-Hansgrohe \| + 5 s \| \| \| 4.º \| Albert Philipsen \| Lidl-Trek \| + 5 s \| \| \| 5.º \| Thomas Gloag \| Team Visma \\| Lease a Bike \| + 5 s \| \| \| 6.º \| Patrick Konrad \| Lidl-Trek \| + 5 s \| \| \| 7.º \| Andrea Bagioli \| Lidl-Trek \| + 5 s \| \| \| 8.º \| Bastien Tronchon \| Decathlon-AG2R La Mondiale \| + 5 s \| \| \| 9.º \| Rémy Rochas \| Groupama-FDJ \| + 5 s \| \| \| 10.º \| Magnus Sheffield \| Ineos Grenadiers \| + 5 s \| \| |                   |                            |                 |
| |                   |                            |                 |
| |                   |                            |                 |
| Clasificación de la etapa |                   |                            |                 |
| Ciclista | Ciclista          | Equipo                     | Tiempo          |
| 1.º | Javier Romo       | Movistar Team              | 3 h 46 min 01 s |
| 2.º | Jhonatan Narváez  | UAE Team Emirates XRG      | + 5 s           |
| 3.º | Finn Fisher-Black | Red Bull-Bora-Hansgrohe    | + 5 s           |
| 4.º | Albert Philipsen  | Lidl-Trek                  | + 5 s           |
| 5.º | Thomas Gloag      | Team Visma \| Lease a Bike | + 5 s           |
| 6.º | Patrick Konrad    | Lidl-Trek                  | + 5 s           |
| 7.º | Andrea Bagioli    | Lidl-Trek                  | + 5 s           |
| 8.º | Bastien Tronchon  | Decathlon-AG2R La Mondiale | + 5 s           |
| 9.º | Rémy Rochas       | Groupama-FDJ               | + 5 s           |
| 10.º | Magnus Sheffield  | Ineos Grenadiers           | + 5 s           |

| \| Clasificación general \| Clasificación general \| Clasificación general \| Clasificación general \| Clasificación general \| \| Ciclista \| Ciclista \| Equipo \| Tiempo \| \| \| --------------------- \| --------------------- \| -------------------------- \| --------------------- \| --------------------- \| \| 1.º \| Javier Romo \| Movistar Team \| 10 h 13 min 51 s \| \| \| 2.º \| Jhonatan Narváez \| UAE Team Emirates XRG \| + 8 s \| \| \| 3.º \| Patrick Konrad \| Lidl-Trek \| + 10 s \| \| \| 4.º \| Finn Fisher-Black \| Red Bull-Bora-Hansgrohe \| + 10 s \| \| \| 5.º \| Bastien Tronchon \| Decathlon-AG2R La Mondiale \| + 12 s \| \| \| 6.º \| Magnus Sheffield \| Ineos Grenadiers \| + 15 s \| \| \| 7.º \| Albert Philipsen \| Lidl-Trek \| + 15 s \| \| \| 8.º \| Jay Vine \| UAE Team Emirates XRG \| + 15 s \| \| \| 9.º \| Chris Harper \| Team Jayco AlUla \| + 15 s \| \| \| 10.º \| Andrea Bagioli \| Lidl-Trek \| + 15 s \| \| |                   |                            |                  |
| |                   |                            |                  |
| |                   |                            |                  |
| Clasificación general |                   |                            |                  |
| Ciclista | Ciclista          | Equipo                     | Tiempo           |
| 1.º | Javier Romo       | Movistar Team              | 10 h 13 min 51 s |
| 2.º | Jhonatan Narváez  | UAE Team Emirates XRG      | + 8 s            |
| 3.º | Patrick Konrad    | Lidl-Trek                  | + 10 s           |
| 4.º | Finn Fisher-Black | Red Bull-Bora-Hansgrohe    | + 10 s           |
| 5.º | Bastien Tronchon  | Decathlon-AG2R La Mondiale | + 12 s           |
| 6.º | Magnus Sheffield  | Ineos Grenadiers           | + 15 s           |
| 7.º | Albert Philipsen  | Lidl-Trek                  | + 15 s           |
| 8.º | Jay Vine          | UAE Team Emirates XRG      | + 15 s           |
| 9.º | Chris Harper      | Team Jayco AlUla           | + 15 s           |
| 10.º | Andrea Bagioli    | Lidl-Trek                  | + 15 s           |

### 4.ª etapa
| Glenelg - Victor Harbor | etapa llana | (157,2 km) |

| \| Clasificación de la etapa \| Clasificación de la etapa \| Clasificación de la etapa \| Clasificación de la etapa \| Clasificación de la etapa \| \| Ciclista \| Ciclista \| Equipo \| Tiempo \| \| \| ------------------------- \| ------------------------- \| -------------------------- \| ------------------------- \| ------------------------- \| \| 1.º \| Bryan Coquard \| Cofidis \| 3 h 55 min 15 s \| \| \| 2.º \| Phil Bauhaus \| Bahrain Victorious \| + 0 s \| \| \| 3.º \| Jhonatan Narváez \| UAE Team Emirates XRG \| + 0 s \| \| \| 4.º \| Liam Walsh \| UniSA-Australia \| + 0 s \| \| \| 5.º \| Samuel Watson \| Ineos Grenadiers \| + 0 s \| \| \| 6.º \| Tobias Lund Andresen \| Team Picnic-PostNL \| + 0 s \| \| \| 7.º \| Corbin Strong \| Israel-Premier Tech \| + 0 s \| \| \| 8.º \| Tim Torn Teutenberg \| Lidl-Trek \| + 0 s \| \| \| 9.º \| Henri Uhlig \| Alpecin-Deceuninck \| + 0 s \| \| \| 10.º \| Dorian Godon \| Decathlon-AG2R La Mondiale \| + 0 s \| \| |                      |                            |                 |
| |                      |                            |                 |
| |                      |                            |                 |
| Clasificación de la etapa |                      |                            |                 |
| Ciclista | Ciclista             | Equipo                     | Tiempo          |
| 1.º | Bryan Coquard        | Cofidis                    | 3 h 55 min 15 s |
| 2.º | Phil Bauhaus         | Bahrain Victorious         | + 0 s           |
| 3.º | Jhonatan Narváez     | UAE Team Emirates XRG      | + 0 s           |
| 4.º | Liam Walsh           | UniSA-Australia            | + 0 s           |
| 5.º | Samuel Watson        | Ineos Grenadiers           | + 0 s           |
| 6.º | Tobias Lund Andresen | Team Picnic-PostNL         | + 0 s           |
| 7.º | Corbin Strong        | Israel-Premier Tech        | + 0 s           |
| 8.º | Tim Torn Teutenberg  | Lidl-Trek                  | + 0 s           |
| 9.º | Henri Uhlig          | Alpecin-Deceuninck         | + 0 s           |
| 10.º | Dorian Godon         | Decathlon-AG2R La Mondiale | + 0 s           |

| \| Clasificación general \| Clasificación general \| Clasificación general \| Clasificación general \| Clasificación general \| \| Ciclista \| Ciclista \| Equipo \| Tiempo \| \| \| --------------------- \| --------------------- \| -------------------------- \| --------------------- \| --------------------- \| \| 1.º \| Javier Romo \| Movistar Team \| 14 h 09 min 06 s \| \| \| 2.º \| Jhonatan Narváez \| UAE Team Emirates XRG \| + 4 s \| \| \| 3.º \| Patrick Konrad \| Lidl-Trek \| + 10 s \| \| \| 4.º \| Finn Fisher-Black \| Red Bull-Bora-Hansgrohe \| + 10 s \| \| \| 5.º \| Bastien Tronchon \| Decathlon-AG2R La Mondiale \| + 12 s \| \| \| 6.º \| Magnus Sheffield \| Ineos Grenadiers \| + 15 s \| \| \| 7.º \| Albert Philipsen \| Lidl-Trek \| + 15 s \| \| \| 8.º \| Jay Vine \| UAE Team Emirates XRG \| + 15 s \| \| \| 9.º \| Rémy Rochas \| Groupama-FDJ \| + 15 s \| \| \| 10.º \| Chris Harper \| Team Jayco AlUla \| + 15 s \| \| |                   |                            |                  |
| |                   |                            |                  |
| |                   |                            |                  |
| Clasificación general |                   |                            |                  |
| Ciclista | Ciclista          | Equipo                     | Tiempo           |
| 1.º | Javier Romo       | Movistar Team              | 14 h 09 min 06 s |
| 2.º | Jhonatan Narváez  | UAE Team Emirates XRG      | + 4 s            |
| 3.º | Patrick Konrad    | Lidl-Trek                  | + 10 s           |
| 4.º | Finn Fisher-Black | Red Bull-Bora-Hansgrohe    | + 10 s           |
| 5.º | Bastien Tronchon  | Decathlon-AG2R La Mondiale | + 12 s           |
| 6.º | Magnus Sheffield  | Ineos Grenadiers           | + 15 s           |
| 7.º | Albert Philipsen  | Lidl-Trek                  | + 15 s           |
| 8.º | Jay Vine          | UAE Team Emirates XRG      | + 15 s           |
| 9.º | Rémy Rochas       | Groupama-FDJ               | + 15 s           |
| 10.º | Chris Harper      | Team Jayco AlUla           | + 15 s           |

### 5.ª etapa
| McLaren Vale - Willunga Hill | etapa de media montaña | (145,7 km) |

| \| Clasificación de la etapa \| Clasificación de la etapa \| Clasificación de la etapa \| Clasificación de la etapa \| Clasificación de la etapa \| \| Ciclista \| Ciclista \| Equipo \| Tiempo \| \| \| ------------------------- \| ------------------------- \| -------------------------- \| ------------------------- \| ------------------------- \| \| 1.º \| Jhonatan Narváez \| UAE Team Emirates XRG \| 3 h 17 min 02 s \| \| \| 2.º \| Oscar Onley \| Team Picnic-PostNL \| + 0 s \| \| \| 3.º \| Finn Fisher-Black \| Red Bull-Bora-Hansgrohe \| + 0 s \| \| \| 4.º \| Lucas Plapp \| Team Jayco AlUla \| + 3 s \| \| \| 5.º \| Javier Romo \| Movistar Team \| + 3 s \| \| \| 6.º \| Michael Woods \| Israel-Premier Tech \| + 6 s \| \| \| 7.º \| Thomas Gloag \| Team Visma \\| Lease a Bike \| + 6 s \| \| \| 8.º \| Magnus Sheffield \| Ineos Grenadiers \| + 6 s \| \| \| 9.º \| Bastien Tronchon \| Decathlon-AG2R La Mondiale \| + 6 s \| \| \| 10.º \| Patrick Konrad \| Lidl-Trek \| + 15 s \| \| |                   |                            |                 |
| |                   |                            |                 |
| |                   |                            |                 |
| Clasificación de la etapa |                   |                            |                 |
| Ciclista | Ciclista          | Equipo                     | Tiempo          |
| 1.º | Jhonatan Narváez  | UAE Team Emirates XRG      | 3 h 17 min 02 s |
| 2.º | Oscar Onley       | Team Picnic-PostNL         | + 0 s           |
| 3.º | Finn Fisher-Black | Red Bull-Bora-Hansgrohe    | + 0 s           |
| 4.º | Lucas Plapp       | Team Jayco AlUla           | + 3 s           |
| 5.º | Javier Romo       | Movistar Team              | + 3 s           |
| 6.º | Michael Woods     | Israel-Premier Tech        | + 6 s           |
| 7.º | Thomas Gloag      | Team Visma \| Lease a Bike | + 6 s           |
| 8.º | Magnus Sheffield  | Ineos Grenadiers           | + 6 s           |
| 9.º | Bastien Tronchon  | Decathlon-AG2R La Mondiale | + 6 s           |
| 10.º | Patrick Konrad    | Lidl-Trek                  | + 15 s          |

| \| Clasificación general \| Clasificación general \| Clasificación general \| Clasificación general \| Clasificación general \| \| Ciclista \| Ciclista \| Equipo \| Tiempo \| \| \| --------------------- \| --------------------- \| -------------------------- \| --------------------- \| --------------------- \| \| 1.º \| Jhonatan Narváez \| UAE Team Emirates XRG \| 17 h 26 min 02 s \| \| \| 2.º \| Javier Romo \| Movistar Team \| + 9 s \| \| \| 3.º \| Finn Fisher-Black \| Red Bull-Bora-Hansgrohe \| + 12 s \| \| \| 4.º \| Oscar Onley \| Team Picnic-PostNL \| + 15 s \| \| \| 5.º \| Bastien Tronchon \| Decathlon-AG2R La Mondiale \| + 24 s \| \| \| 6.º \| Lucas Plapp \| Team Jayco AlUla \| + 24 s \| \| \| 7.º \| Magnus Sheffield \| Ineos Grenadiers \| + 27 s \| \| \| 8.º \| Thomas Gloag \| Team Visma \\| Lease a Bike \| + 27 s \| \| \| 9.º \| Patrick Konrad \| Lidl-Trek \| + 31 s \| \| \| 10.º \| Michael Woods \| Israel-Premier Tech \| + 47 s \| \| |                   |                            |                  |
| |                   |                            |                  |
| |                   |                            |                  |
| Clasificación general |                   |                            |                  |
| Ciclista | Ciclista          | Equipo                     | Tiempo           |
| 1.º | Jhonatan Narváez  | UAE Team Emirates XRG      | 17 h 26 min 02 s |
| 2.º | Javier Romo       | Movistar Team              | + 9 s            |
| 3.º | Finn Fisher-Black | Red Bull-Bora-Hansgrohe    | + 12 s           |
| 4.º | Oscar Onley       | Team Picnic-PostNL         | + 15 s           |
| 5.º | Bastien Tronchon  | Decathlon-AG2R La Mondiale | + 24 s           |
| 6.º | Lucas Plapp       | Team Jayco AlUla           | + 24 s           |
| 7.º | Magnus Sheffield  | Ineos Grenadiers           | + 27 s           |
| 8.º | Thomas Gloag      | Team Visma \| Lease a Bike | + 27 s           |
| 9.º | Patrick Konrad    | Lidl-Trek                  | + 31 s           |
| 10.º | Michael Woods     | Israel-Premier Tech        | + 47 s           |

### 6.ª etapa
| Adelaida - Adelaida | etapa llana | (90 km) |

| \| Clasificación de la etapa \| Clasificación de la etapa \| Clasificación de la etapa \| Clasificación de la etapa \| Clasificación de la etapa \| \| Ciclista \| Ciclista \| Equipo \| Tiempo \| \| \| ------------------------- \| ------------------------- \| ------------------------- \| ------------------------- \| ------------------------- \| \| 1.º \| Samuel Welsford \| Red Bull-Bora-Hansgrohe \| 1 h 53 min 14 s \| \| \| 2.º \| Bryan Coquard \| Cofidis \| + 0 s \| \| \| 3.º \| Phil Bauhaus \| Bahrain Victorious \| + 0 s \| \| \| 4.º \| Rui Oliveira \| UAE Team Emirates XRG \| + 0 s \| \| \| 5.º \| Danny van Poppel \| Red Bull-Bora-Hansgrohe \| + 0 s \| \| \| 6.º \| Henri Uhlig \| Alpecin-Deceuninck \| + 0 s \| \| \| 7.º \| Tobias Lund Andresen \| Team Picnic-PostNL \| + 0 s \| \| \| 8.º \| Tim Torn Teutenberg \| Lidl-Trek \| + 0 s \| \| \| 9.º \| Matthew Walls \| Groupama-FDJ \| + 0 s \| \| \| 10.º \| Andrea Raccagni Noviero \| Soudal Quick-Step \| + 0 s \| \| |                         |                         |                 |
| |                         |                         |                 |
| |                         |                         |                 |
| Clasificación de la etapa |                         |                         |                 |
| Ciclista | Ciclista                | Equipo                  | Tiempo          |
| 1.º | Samuel Welsford         | Red Bull-Bora-Hansgrohe | 1 h 53 min 14 s |
| 2.º | Bryan Coquard           | Cofidis                 | + 0 s           |
| 3.º | Phil Bauhaus            | Bahrain Victorious      | + 0 s           |
| 4.º | Rui Oliveira            | UAE Team Emirates XRG   | + 0 s           |
| 5.º | Danny van Poppel        | Red Bull-Bora-Hansgrohe | + 0 s           |
| 6.º | Henri Uhlig             | Alpecin-Deceuninck      | + 0 s           |
| 7.º | Tobias Lund Andresen    | Team Picnic-PostNL      | + 0 s           |
| 8.º | Tim Torn Teutenberg     | Lidl-Trek               | + 0 s           |
| 9.º | Matthew Walls           | Groupama-FDJ            | + 0 s           |
| 10.º | Andrea Raccagni Noviero | Soudal Quick-Step       | + 0 s           |

## Clasificaciones finales
- Las clasificaciones finalizaron de la siguiente forma:[4]

### Clasificación general
| \| Clasificación general \| Clasificación general \| Clasificación general \| Clasificación general \| Clasificación general \| \| Ciclista \| Ciclista \| Equipo \| Tiempo \| \| \| --------------------- \| --------------------- \| -------------------------- \| --------------------- \| --------------------- \| \| 1.º \| Jhonatan Narváez \| UAE Team Emirates XRG \| 19 h 19 min 16 s \| \| \| 2.º \| Javier Romo \| Movistar Team \| + 9 s \| \| \| 3.º \| Finn Fisher-Black \| Red Bull-Bora-Hansgrohe \| + 12 s \| \| \| 4.º \| Oscar Onley \| Team Picnic-PostNL \| + 15 s \| \| \| 5.º \| Bastien Tronchon \| Decathlon-AG2R La Mondiale \| + 24 s \| \| \| 6.º \| Lucas Plapp \| Team Jayco AlUla \| + 24 s \| \| \| 7.º \| Magnus Sheffield \| Ineos Grenadiers \| + 27 s \| \| \| 8.º \| Thomas Gloag \| Team Visma \\| Lease a Bike \| + 27 s \| \| \| 9.º \| Patrick Konrad \| Lidl-Trek \| + 31 s \| \| \| 10.º \| Michael Woods \| Israel-Premier Tech \| + 47 s \| \| |                   |                            |                  |
| |                   |                            |                  |
| |                   |                            |                  |
| Clasificación general |                   |                            |                  |
| Ciclista | Ciclista          | Equipo                     | Tiempo           |
| 1.º | Jhonatan Narváez  | UAE Team Emirates XRG      | 19 h 19 min 16 s |
| 2.º | Javier Romo       | Movistar Team              | + 9 s            |
| 3.º | Finn Fisher-Black | Red Bull-Bora-Hansgrohe    | + 12 s           |
| 4.º | Oscar Onley       | Team Picnic-PostNL         | + 15 s           |
| 5.º | Bastien Tronchon  | Decathlon-AG2R La Mondiale | + 24 s           |
| 6.º | Lucas Plapp       | Team Jayco AlUla           | + 24 s           |
| 7.º | Magnus Sheffield  | Ineos Grenadiers           | + 27 s           |
| 8.º | Thomas Gloag      | Team Visma \| Lease a Bike | + 27 s           |
| 9.º | Patrick Konrad    | Lidl-Trek                  | + 31 s           |
| 10.º | Michael Woods     | Israel-Premier Tech        | + 47 s           |

### Clasificación de la montaña
| Clasificación de la montaña | Clasificación de la montaña | Clasificación de la montaña | Clasificación de la montaña | Clasificación de la montaña |
| Ciclista                    | Ciclista                    | Equipo                      | Puntos                      |                             |
| --------------------------- | --------------------------- | --------------------------- | --------------------------- | --------------------------- |
| 1.º                         | Fergus Browning             | UniSA-Australia             | 58 pts                      |                             |
| 2.º                         | Mauro Schmid                | Team Jayco AlUla            | 27 pts                      |                             |
| 3.º                         | Jhonatan Narváez            | UAE Team Emirates XRG       | 16 pts                      |                             |
| 4.º                         | Chris Harper                | Team Jayco AlUla            | 16 pts                      |                             |
| 5.º                         | Javier Romo                 | Movistar Team               | 15 pts                      |                             |
| 6.º                         | Zac Marriage                | UniSA-Australia             | 15 pts                      |                             |
| 7.º                         | Damien Howson               | UniSA-Australia             | 11 pts                      |                             |
| 8.º                         | Finn Fisher-Black           | Red Bull-Bora-Hansgrohe     | 11 pts                      |                             |
| 9.º                         | Rémy Rochas                 | Groupama-FDJ                | 10 pts                      |                             |
| 10.º                        | Patrick Konrad              | Lidl-Trek                   | 10 pts                      |                             |

### Clasificación por puntos
| Clasificación por puntos | Clasificación por puntos | Clasificación por puntos | Clasificación por puntos | Clasificación por puntos |
| Ciclista                 | Ciclista                 | Equipo                   | Puntos                   |                          |
| ------------------------ | ------------------------ | ------------------------ | ------------------------ | ------------------------ |
| 1.º                      | Samuel Welsford          | Red Bull-Bora-Hansgrohe  | 90 pts                   |                          |
| 2.º                      | Bryan Coquard            | Cofidis                  | 70 pts                   |                          |
| 3.º                      | Phil Bauhaus             | Bahrain Victorious       | 61 pts                   |                          |
| 4.º                      | Jhonatan Narváez         | UAE Team Emirates XRG    | 60 pts                   |                          |
| 5.º                      | Tim Torn Teutenberg      | Lidl-Trek                | 60 pts                   |                          |
| 6.º                      | Tobias Lund Andresen     | Team Picnic-PostNL       | 50 pts                   |                          |
| 7.º                      | Henri Uhlig              | Alpecin-Deceuninck       | 43 pts                   |                          |
| 8.º                      | Corbin Strong            | Israel-Premier Tech      | 42 pts                   |                          |
| 9.º                      | Matthew Walls            | Groupama-FDJ             | 38 pts                   |                          |
| 10.º                     | Javier Romo              | Movistar Team            | 31 pts                   |                          |

### Clasificación de los jóvenes
| Clasificación del mejor joven | Clasificación del mejor joven | Clasificación del mejor joven | Clasificación del mejor joven | Clasificación del mejor joven |
| Ciclista                      | Ciclista                      | Equipo                        | Tiempo                        |                               |
| ----------------------------- | ----------------------------- | ----------------------------- | ----------------------------- | ----------------------------- |
| 1.º                           | Albert Philipsen              | Lidl-Trek                     | 19 h 20 min 25 s              |                               |
| 2.º                           | Zac Marriage                  | UniSA-Australia               | + 15 s                        |                               |
| 3.º                           | Pablo Torres                  | Interpro Cycling Academy      | + 20 s                        |                               |
| 4.º                           | Lukas Nerurkar                | EF Education-EasyPost         | + 1 min 41 s                  |                               |
| 5.º                           | Menno Huising                 | Team Visma \| Lease a Bike    | + 3 min 07 s                  |                               |
| 6.º                           | Tijmen Graat                  | Team Visma \| Lease a Bike    | + 4 min 33 s                  |                               |
| 7.º                           | Fergus Browning               | UniSA-Australia               | + 4 min 52 s                  |                               |
| 8.º                           | Matthew Brennan               | Team Visma \| Lease a Bike    | + 5 min 27 s                  |                               |
| 9.º                           | Bjoern Koerdt                 | Team Picnic-PostNL            | + 5 min 33 s                  |                               |
| 10.º                          | Diego Pescador                | Movistar Team                 | + 11 min 17 s                 |                               |

### Clasificación por equipos
| Clasificación por equipos | Clasificación por equipos | Clasificación por equipos | Clasificación por equipos |
| Equipo                    | Equipo                    | Tiempo                    |                           |
| ------------------------- | ------------------------- | ------------------------- | ------------------------- |
| 1.º                       | Lidl-Trek                 | 58 h 00 min 34 s          |                           |
| 2.º                       | UAE Team Emirates XRG     | + 2 s                     |                           |
| 3.º                       | Israel-Premier Tech       | + 1 min 50 s              |                           |
| 4.º                       | Team Jayco AlUla          | + 4 min 58 s              |                           |
| 5.º                       | Groupama-FDJ              | + 5 min 22 s              |                           |

## Evolución de las clasificaciones
| Etapa                   |                         | Ganador _        | Clasificación general | Puntos          | Montaña         | Jóvenes          | Equipo _           |
| ----------------------- | ----------------------- | ---------------- | --------------------- | --------------- | --------------- | ---------------- | ------------------ |
| 1.ª etapa               | etapa llana             | Samuel Welsford  | Samuel Welsford       | Samuel Welsford | Fergus Browning | Matthew Brennan  | Alpecin-Deceuninck |
| 2.ª etapa               | etapa escarpada         | Samuel Welsford  | Samuel Welsford       | Samuel Welsford | Fergus Browning | Matthew Brennan  | Alpecin-Deceuninck |
| 3.ª etapa               | etapa escarpada         | Javier Romo      | Javier Romo           | Samuel Welsford | Fergus Browning | Albert Philipsen | Lidl-Trek          |
| 4.ª etapa               | etapa llana             | Bryan Coquard    | Javier Romo           | Samuel Welsford | Fergus Browning | Albert Philipsen | Lidl-Trek          |
| 5.ª etapa               | etapa de media montaña  | Jhonatan Narváez | Jhonatan Narváez      | Samuel Welsford | Fergus Browning | Albert Philipsen | Lidl-Trek          |
| 6.ª etapa               | etapa llana             | Samuel Welsford  | Jhonatan Narváez      | Samuel Welsford | Fergus Browning | Albert Philipsen | Lidl-Trek          |
| Clasificaciones finales | Clasificaciones finales |                  | Jhonatan Narváez      | Samuel Welsford | Fergus Browning | Albert Philipsen | Lidl-Trek          |

## Ciclistas participantes y posiciones finales
Convenciones:
- AB-N: Abandono en la etapa "N"
- FLT-N: Retiro por llegada fuera del límite de tiempo en la etapa "N"
- NTS-N: No tomó la salida para la etapa "N"
- DES-N: Descalificado o expulsado en la etapa "N"

## UCI World Ranking
El Tour Down Under otorgó puntos para el UCI World Ranking para corredores de los equipos en las categorías UCI WorldTeam, UCI ProTeam y Continental. Las siguientes tablas son el baremo de puntuación y los diez corredores que obtuvieron más puntos:
| Posición              | 1.º | 2.º | 3.º | 4.º | 5.º | 6.º | 7.º | 8.º | 9.º | 10.º | 11.º | 12.º | 13.º | 14.º | 15.º | 16.º-20.º | 21.º-30.º | 31.º-50.º | 51.º-55.º | 56.º-60.º |
| Clasificación general | 500 | 400 | 325 | 275 | 225 | 175 | 150 | 125 | 100 | 85   | 70   | 60   | 50   | 40   | 35   | 30        | 20        | 10        | 5         | 3         |
| Por etapa             | 60  | 40  | 30  | 25  | 20  | 15  | 10  | 8   | 5   | 2    |      |      |      |      |      |           |           |           |           |           |
| Líder                 | 10  |     |     |     |     |     |     |     |     |      |      |      |      |      |      |           |           |           |           |           |

| Clasificación |                   |                            |         |       |       |       |
| Posición      | Ciclista          | Equipo                     | General | Etapa | Líder | Total |
| ------------- | ----------------- | -------------------------- | ------- | ----- | ----- | ----- |
| 1.º           | Jhonatan Narváez  | UAE Emirates XRG           | 500     | 130   | 10    | 640   |
| 2.º           | Javier Romo       | Movistar                   | 400     | 80    | 20    | 500   |
| 3.º           | Finn Fisher-Black | Red Bull-BORA-hansgrohe    | 325     | 60    | -     | 385   |
| 4.º           | Oscar Onley       | Picnic PostNL              | 275     | 40    | -     | 315   |
| 5.º           | Bastien Tronchon  | Decathlon AG2R La Mondiale | 225     | 13    | -     | 238   |
| 6.º           | Lucas Plapp       | Jayco AlUla                | 175     | 25    | -     | 200   |
| 7.º           | Samuel Welsford   | Red Bull-BORA-hansgrohe    | -       | 180   | 20    | 200   |
| 8.º           | Magnus Sheffield  | INEOS Grenadiers           | 150     | 10    | -     | 160   |
| 9.º           | Thomas Gloag      | Visma \| Lease a Bike      | 125     | 30    | -     | 155   |
| 10.º          | Bryan Coquard     | Cofidis                    | -       | 130   | -     | 130   |